# Scopula pygarata
Scopula pygarata är en fjärilsart som beskrevs av Hans Daniel Johan Wallengren 1863. Scopula pygarata ingår i släktet Scopula och familjen mätare. Inga underarter finns listade.